# Gary Anderson (Radsportler)
Gary John Anderson (* 18. September 1967 in London, Vereinigtes Königreich) ist ein ehemaliger  neuseeländischer Radrennfahrer und heutiger Radsporttrainer.
Gary Anderson wurde in London geboren; als er neun Jahre alt war, wanderte seine Familie nach Neuseeland aus. Schon sein Vater war Radsportler gewesen und trainierte ihn anfangs. 1985 wurde Anderson bei den Junioren-Bahn-Weltmeisterschaften Dritter in der Einerverfolgung. 1986 startete er bei den Commonwealth Games in Edinburgh und gewann vier Medaillen: zwei silberne jeweils im 1000-Meter-Zeitfahren und in der Mannschaftsverfolgung (mit Stephen Cox, Stephen Swart und Andrew Whitford) sowie zwei bronzene jeweils in der Einerverfolgung sowie über zehn Meilen. Vier Jahre später, bei den Commonwealth Games in Auckland, errang er vier weitere Medaillen, drei goldene in der Verfolgung, Mannschaftsverfolgung und über zehn Meilen sowie eine Silbermedaille im Zeitfahren. Seine dritte Teilnahme an Commonwealth Games, 1998 in Kuala Lumpur, scheiterte daran, dass er kurz zuvor schwer stürzte; stattdessen kommentierte er die Wettbewerbe für das neuseeländische Fernsehen.
Viermal startete Anderson bei Olympischen Sommerspielen. 1992 gewann er die Bronzemedaille in der Einerverfolgung. Den nationalen Titel in der Einerverfolgung gewann er 1995, 1998, 1999 und 2000.
1987 gewann Gary Anderson die Tour of Gastown in Kanada und 1993 die Tour of Somerville in den USA. 2000 wurde er Dritter der neuseeländischen Meisterschaft im Einzelzeitfahren.
Anderson erreichte alle diese Erfolge, obwohl er einen angeborenen Herzfehler hat. Heute arbeitet er als Trainer. 2006 wurde er in die New Zealand Sports Hall of Fame aufgenommen.